# Герб Понти-ду-Сола
Ге́рб По́нти-ду-Со́ла — офіційний символ містечка Понта-ду-Сол, Португалія. Використовується як територіальний герб. У синьому щиті золоте сонце. Щит увінчує срібна мурована містечкова корона з чотирма вежами.  Під щитом біла стрічка, на якій великими літерами напис португальською: «Ponta do Sol» (Понта-ду-Сол).  Офіційно затверджений 10 лютого 1995 року.  

## Галерея

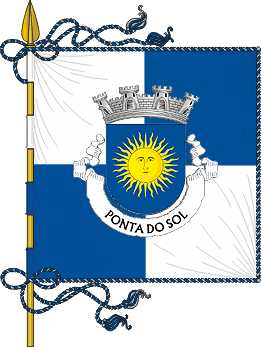
Прапор